# (10292) 1986 PM
1986 بي أم (ويعرف أيضًا باسم (10292) 1986 بي أم وفق تسمية الكوكب الصغير) (بالإنجليزية: 1986 PM)‏ هو كويكب ضمن حزام الكويكبات؛ وترتيبه 10292 من حيث الاكتشاف.
اكتُشف هذا الجُرم الفلكي بواسطة المسح الدولي للكويكبات القريبة من الأرض ‏ في 2 أغسطس 1986.

## وصلات خارجية
- (10292) 1986 PM في قاعدة بيانات مختبر الدفع النفاث لأجرام النظام الشمسي الصغيرة

- الاكتشاف · مخطط المدار ·  العناصر المدارية · المعلمات المادية

- (10292) 1986 PM على موقع ويكي سكاي: DSS2, SDSS, GALEX, IRAS, Hydrogen α, X-Ray, Astrophoto, Sky Map, Articles and images